# Liga Brasileira de Xadrez (LBX)
A LBX, Liga Brasileira de Xadrez, é uma Organização sem fins lucrativos, fundada em 21 de setembro de 2013, que movimenta e administra um sistema de pontuação (rating) para torneios presenciais de Xadrez realizados no Brasil.
A LBX exibe, em seu sítio WEB, atualizações rating de Xadrez para mais de 50 mil Atletas, 3 pontuações distintas para cada ritmo de jogo: Standard, Rapid e Blitz, assim como a FIDE. As leis aplicadas, para a realização de torneios de Xadrez, são similares as da Federação Internacional de Xadrez, porém a LBX é uma associação independente.
A LBX existe para tornar a movimentação de rating de Xadrez mais acessível, com menos taxas e burocracias para ser um Atleta, Árbitro de Xadrez ou Organizador de eventos. Não há cobranças para inscrições e titulações. A LBX fornece títulos de Aspirante a Mestre LBX (AMLBX), Mestre LBX (MLBX) e Grande Mestre LBX (GMLBX).
Atualmente milhares de atletas movimentam rating LBX mensalmente em diversas regiões do Brasil. O rating LBX não concorre com o rating FIDE ou de outras confederações e federações. A LBX busca incentivar a Educação e a prática do Esporte Xadrez, democratizando um sistema alternativo de escore para todos os setores da população.
1. ↑  MAIA, Ari. Arbitragem de Xadrez ao Alcance de Todos. Viseu, 2024. Disponível em <https://www.google.com.br/books/edition/Arbitragem_de_Xadrez_ao_alcance_de_todos/3Z0TEQAAQBAJ?hl=pt-BR&gbpv=0 . Acesso em 28 dez 2024.
2. ↑  https://www.xadrezclube.com.br/download/leisxadrez.pdf
3. ↑  https://www.lancesqi.com.br/2013/07/lbx-em-10-perguntas/
4. ↑  https://mapelenews.com.br/simoesfilhense-se-classifica-entre-os-10-melhores-jogadores-de-xadrez-do-brasil/
5. ↑  https://jornalpanoramaminas.com.br/site/equipe-de-xadrez-de-marmelopolis-conquista-historico-desempenho-na-final-da-copa-lbx-sul-de-minas-2024/
6. ↑  https://bsbcapital.com.br/sindicato-promove-3o-torneio-de-xadrez-de-integracao-dos-bancarios-dia-17-de-agosto/
7. ↑  https://lbx.org.br/